# Héctor Hernández García
Héctor Hernández García (6 de diciembre de 1935 - 23 de enero de 1984), más conocido como Chale, fue un futbolista mexicano que jugaba en la posición de delantero. Inició su carrera en el Oro de Jalisco, pero sin duda sus mejores momentos los jugó para el Club Deportivo Guadalajara, donde estuvo casi toda su carrera, al final pasó al Club de Fútbol Nuevo León.
Al igual que Sabás Ponce inició su carrera en la Liga Interparroquial de Guadalajara, para después pasar a las fuerzas básicas del Oro. Debutó en Primera división mexicana en la temporada 1953-54, en un clásico nacional ante el Club América, anotó su primer gol esa misma temporada al portero Tello del Deportivo Toluca. Con el Oro lograría ser campeón de goleo en la temporada 1955-56 con 25 goles.
Después de estar cuatro años en las filas del Oro pasó a formar parte del Club Deportivo Guadalajara, equipo donde lograría la mayor parte de sus glorias, y donde siempre anhelo jugar, donde lograría la cantidad de 6 títulos de campeón de la Primera división mexicana, consagrándose en la época del Campeonísimo con el número 9, y siendo la eterna dupla de Salvador Reyes. Para finales de los 60s en la temporada 1967-68 pasa al Jabatos de Nuevo León.
Participó varias veces con la Selección de fútbol de México, debutó el 7 de abril de 1957 y jugó los mundiales de 1958 y 1962.
Fue reconocido como el "Símbolo del fútbol de México", por la Asociación de Cronistas y Locutores Deportivos de Costa Rica, después de haber anotado 5 goles a la Selección de fútbol de Costa Rica en un encuentro.
Después de su retiro trabajó en el Club entrenando, en la temporada 1972-73 entró como entrenador interino en sustitución de Javier de la Torre, mientras que en la 1973-74 entró en lugar del peruano Walter Ormeño.
Murió el 23 de enero de 1984 cuando, siendo entrenador de los Loros de Colima, sufrió un accidente automovilístico viajando con el equipo rumbo a Pachuca, el camión se volcaría y Héctor Hernández sería el único que perdió la vida en el accidente.

## Participaciones en Copas del Mundo
| Mundial                        | Sede  | Resultado    |
| ------------------------------ | ----- | ------------ |
| Copa Mundial de Fútbol de 1962 | Chile | Primera Fase |

## Palmarés

### Campeonatos regionales
| Título                   | Club                       | País   | Año  |
| ------------------------ | -------------------------- | ------ | ---- |
| Copa de Oro de Occidente | Club Deportivo Guadalajara | México | 1960 |

### Campeonatos nacionales
| Título                     | Club                       | País   | Año       |
| -------------------------- | -------------------------- | ------ | --------- |
| Primera División de México | Club Deportivo Guadalajara | México | 1958-1959 |
| Campeón de Campeones       | Club Deportivo Guadalajara | México | 1959      |
| Primera División de México | Club Deportivo Guadalajara | México | 1959-1960 |
| Campeón de Campeones       | Club Deportivo Guadalajara | México | 1960      |
| Primera División de México | Club Deportivo Guadalajara | México | 1960-1961 |
| Campeón de Campeones       | Club Deportivo Guadalajara | México | 1961      |
| Primera División de México | Club Deportivo Guadalajara | México | 1961-1962 |
| Primera División de México | Club Deportivo Guadalajara | México | 1963-1964 |
| Copa México                | Club Deportivo Guadalajara | México | 1962-1963 |
| Campeón de Campeones       | Club Deportivo Guadalajara | México | 1964      |
| Primera división mexicana  | Club Deportivo Guadalajara | México | 1964-1965 |
| Campeón de Campeones       | Club Deportivo Guadalajara | México | 1965      |

### Copas internacionales
| Título                           | Club (*)                   | Lugar  | Año  |
| -------------------------------- | -------------------------- | ------ | ---- |
| Copa de Campeones de la Concacaf | Club Deportivo Guadalajara | México | 1962 |

### Distinciones individuales
| Distinción                                       | Año       |
| ------------------------------------------------ | --------- |
| Campeón de goleo de la Primera división mexicana | 1955-1956 |

- Datos: Q728506